# Världsmästerskapen i bågskytte 1967
Världsmästerskapen i bågskytte 1967 arrangerades i Amersfoort i Nederländerna mellan den 25 och 28 juli 1967.

## Medaljsummering

### Recurve
| Event                          | Guld                  | Silver               | Brons                  |
| Herrarnas individuella tävling | Ray Rogers (USA)      | Ian Dixon (GBR)      | Hardy Ward (USA)       |
| Damernas individuella tävling  | Maria Mączyńska (POL) | Zofia Piskorek (POL) | Irena Szydłowska (POL) |
| Herrarnas lag                  | USA                   | Sverige              | Storbritannien         |
| Damernas lag                   | Polen                 | USA                  | Sverige                |

### Medaljtabell
| Pl. | Nation         | Guld | Silver | Brons | Totalt |
| --- | -------------- | ---- | ------ | ----- | ------ |
| 1   | Polen          | 2    | 1      | 1     | 4      |
| 1   | USA            | 2    | 1      | 1     | 4      |
| 3   | Storbritannien | -    | 1      | 1     | 2      |
| 3   | Sverige        | -    | 1      | 1     | 2      |